# Zamarada eryma
Zamarada eryma là một loài bướm đêm trong họ Geometridae.